# Ясени (Бєлгородська область)
Ясени (рос. Ясены) — село у Ровенському районі Бєлгородської області Російської Федерації. Належить до Свистовського сільського поселення.

## Географія
Село розташоване за 21 км. від районного центру Ровеньки — 22 км, та у 180 км. від обласного центру міста Бєлгород. Ясени діляться на Ясени-Перші та Ясени-Другі.
Село Ясени є частиною українських етнічних земель Слобожанщини.

## Клімат
У селі помірно-континентальний клімат з досить м'якою зимою й тривалим літом.
| Кліматограма Ясени                                                   | Кліматограма Ясени | Кліматограма Ясени | Кліматограма Ясени | Кліматограма Ясени | Кліматограма Ясени | Кліматограма Ясени | Кліматограма Ясени | Кліматограма Ясени | Кліматограма Ясени | Кліматограма Ясени | Кліматограма Ясени |
| -------------------------------------------------------------------- | ------------------ | ------------------ | ------------------ | ------------------ | ------------------ | ------------------ | ------------------ | ------------------ | ------------------ | ------------------ | ------------------ |
| С                                                                    | Л                  | Б                  | К                  | Т                  | Ч                  | Л                  | С                  | В                  | Ж                  | Л                  | Г                  |
| 0 −10 −14                                                            | 0 −9 −12           | 0 5 −6             | 0 18 −2            | 0 26 9             | 0 26 13            | 0 28 16            | 0 29 15            | 0 22 9             | 0 13 3             | 0 3 −5             | 0 −11 −12          |
| Середня макс. і мін. температури повітря (°C) Атмосферні опади (мм), |                    |                    |                    |                    |                    |                    |                    |                    |                    |                    |                    |

## Історія
Село засноване вихідцями з України у XVIII ст.

## Населення
| 1997 | 2002  | 2010  | 2018  |
| 230  | ↗ 251 | ↗ 282 | ↗ 366 |

## Відомі уродженці села
- Батлук Олексій Васильович — радянський воєначальник, генерал-майор.